# El cianuro... ¿solo o con leche?
El cianuro ¿solo o con leche? es una obra de teatro escrita por Juan José Alonso Millán y estrenada el 7 de junio de 1963 en el Teatro Beatriz, de Madrid.

## Sinopsis
En una fría noche de invierno de 1925, Laura y su madre Adela, postrada en una silla de ruedas, habitantes de un caserón de Badajoz, se ven ante la posibilidad de acabar con la quejosa vida del abuelo cascarrabias, que ronda ya los 92 años. Se presenta entonces el primo Enrique, médico de profesión, que cambiará el curso de los acontecimientos. Otros personajes son la infeliz sobrina de Laura (Justina), su marido estéril (Llermo), las amigas Socorro y Veneranda y el detective Marcial.

## Representaciones destacadas
- Teatro (estreno, en 1963). Dirección: Cayetano Luca de Tena. Intérpretes: Mari Carmen Prendes (Laura), Isabel Pallarés (Adela), Guillermo Marín (Enrique), Amparo Baró (Justina), Ana María Vidal, José Morales, María Luisa Arias, Lola Gálvez.
- Televisión (1968, en Estudio 1, de TVE). Dirección: Pedro Amalio López. Intérpretes: Cándida Losada (Laura), Elisa Ramírez (Marta), Francisco Morán (Enrique), Pilar Muñoz (Adela), Manuel Galiana (Marcial), Fernanda Hurtado (Justina), Concha Bañuls (D.ª Socorro), Mary González (D.ª Veneranda), Venancio Muro (Llermo), Valentín Tornos, Emilio Laguna.
- Teatro (1985). Intérpretes: Gemma Cuervo, Vicente Parra, Jenny Llada, María Isbert, Gracita Morales, Diana Salcedo, Miguel Caiceo.
- Televisión (1989, en Estudio 1, de TVE). Dirección: Mara Recatero. Intérpretes: Mari Carmen Prendes (Laura), Aurora Redondo (Adela), Diana Salcedo (D.ª Veneranda), Encarna Abad (D.ª Socorro), Amparo Baró (Justina), Paco Morán (Enrique), María Silva (Marta), Pedro Valentín, Luis Barbero, Vicente Haro, Paco Algora.
- Teatro (1993). Intérpretes: Pilar Bardem (Laura), Lola Lemos (Adela), Encarna Abad, Diana Salcedo, Valentín Paredes, Pilar del Río, Pepe Lara (Enrique), María Kosty (Marta), Pedro Valentín, Luis Perezagua, Luis Barbero.
- Cine (1994). Dirección: José Miguel Ganga. Intérpretes: Rosa María Sardà (Laura), Aurora Redondo (Adela), José Coronado (Enrique), Maribel Verdú (Justina), Carmen Conesa (Marta), José Sazatornil (Eustaquio), Antonio Resines, María Luisa Ponte (D.ª Socorro), Fernando Rey.
- Teatro (2003). Intérpretes: Marisol Ayuso (Laura), María Isbert (Adela), José Luis Coll, Helga Liné, Mary Begoña, Arturo Querejeta, Susana Navarro, Félix Granado.